# Oecetis pulchella
Oecetis pulchella là một loài Trichoptera trong họ Leptoceridae. Chúng phân bố ở miền Australasia.